# Europäisches Amt für humanitäre Hilfe und Katastrophenschutz

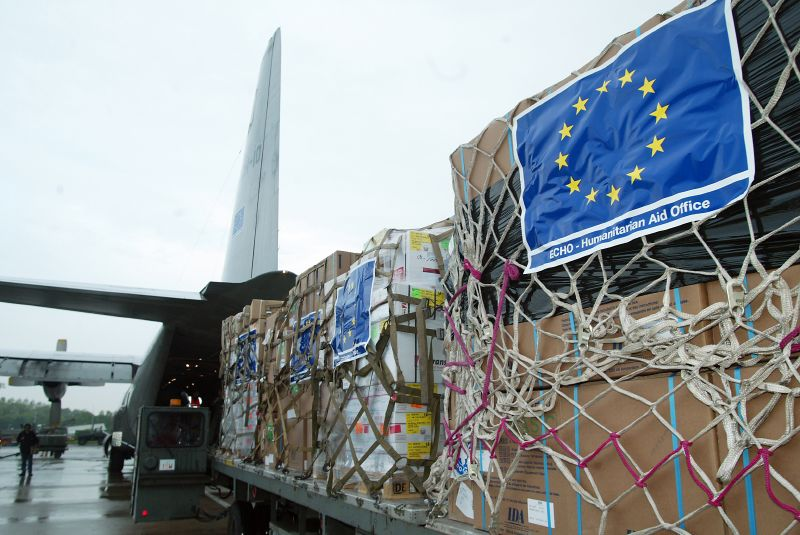
Beladung eines Flugzeugs mit Hilfsgütern der GD ECHO

Die Generaldirektion Europäischer Katastrophenschutz und humanitäre Hilfe der Europäischen Kommission (englisch Directorate-General for European Civil Protection and Humanitarian Aid Operations, GD ECHO/DG ECHO) – früher das Amt der Europäischen Gemeinschaft für humanitäre Hilfe – ist die Abteilung der Europäischen Kommission für Katastrophenschutz und humanitäre Hilfe im Ausland. Janez Lenarčič ist seit September 2019 EU-Kommissar für Krisenmanagement in der Kommission von der Leyen I.
Für den mehrjährigen Finanzrahmen der Europäischen Union 2021 bis 2027 werden für die sieben Jahre insgesamt 9,76 Mrd. EUR für die humanitäre Hilfe bereitgestellt. Im Jahr 2021 hat sich die Europäische Kommission auf ein anfängliches Jahresbudget von 1,4 Mrd. EUR für die Nothilfe geeinigt. Gemeinsam mit ihren Mitgliedstaaten ist die EU unter den weltgrößten Geldgebern für humanitäre Hilfe. Von den von EU-finanzierten Projekten profitieren jährlich Millionen Menschen in 80 Ländern.
Die GD ECHO setzt im Rahmen humanitärer Interventionen Hilfsprogramme in der Regel nicht selbst um, sondern finanziert die Einsätze durch ein Netzwerk von über 200 Partnern (Nichtregierungsorganisation, Organisationen der UN sowie internationale Organisationen wie die Internationale Rotkreuz- und Rothalbmond-Bewegung). Dabei unterstützt die GD ECHO mehr als 450 ortskundige Mitarbeiter in 50 Büros in über 40 Ländern. Die Büros stellen Analysen zu den humanitären Situationen in einem bestimmten Land oder in einer Region bereit, tragen zum Aufbau von Interventionsstrategien und politischen Ansätzen bei und bieten technische Unterstützung für die von der GD ECHO finanzierten Hilfsprojekte. Außerdem ermöglichen sie die Koordinierung mit anderen Geldgebern vor Ort.
Neben der Bereitstellung von Mitteln für die humanitäre Hilfe ist die GD ECHO auch für den EU-Katastrophenschutzmechanismus zuständig. Das 2001 eingerichtete Verfahren fördert die Zusammenarbeit zwischen den nationalen Katastrophenschutzbehörden in ganz Europa. Derzeit beteiligen sich alle 27 EU-Mitgliedstaaten sowie Island, Norwegen, Serbien, Nordmazedonien, Montenegro und die Türkei. Das Verfahren wurde eingerichtet, um die Hilfe der beteiligten Staaten für Opfer von Natur- und vom Menschen verursachten Katastrophen in Europa und dem Rest der Welt zu koordinieren.

## Geschichte
Das Amt der Europäischen Gemeinschaft für humanitäre Hilfe (ECHO) wurde im Jahr 1992 von der zweiten Delors-Kommission gegründet. Mit Inkrafttreten des Vertrags von Lissabon im Jahr 2009 wurde das Amt zur Generaldirektion Humanitäre Hilfe der Europäischen Kommission. Der heutige Name ist Generaldirektion für den Europäischen Katastrophenschutz und Humanitäre Hilfseinsätze.
2010 wurde gemäß den Artikeln 214 und 196 des Vertrags von Lissabon, in denen humanitäre Hilfe und Katastrophenschutz eine Rolle spielen, ein neuer Kommissar mit dem Aufgabengebiet internationale Zusammenarbeit, humanitäre Hilfe und Reaktion auf Krisen ernannt. Zum Umbau gehörte die Integration des Katastrophenschutzes in die Generaldirektion ECHO, die bis dahin dem Aufgabenbereich der Generaldirektion Umwelt gehörte. Der Umbau gilt als Schritt hin zu einer besseren Zusammenarbeit und Entscheidungsfindung in einem Bereich, in dem eine schnelle Reaktion Leben rettet.
Durch das EU-Katastrophenschutzverfahren wurde auch die Einrichtung des Zentrums für die Koordination von Notfallmaßnahmen (ERCC) möglich, eines Katastrophenschutzzentrums zur Überwachung von Katastrophen und Verbesserung der Vorbereitung und Widerstandsfähigkeit von Ländern, die für Katastrophen besonders anfällig sind.
Nachdem die Europäische Union im Jahr 2012 mit dem Friedensnobelpreis ausgezeichnet wurde, nahm die Kommission Barroso II das Preisgeld im Namen der EU an und wies es der neuen Initiative „Kinder des Friedens“ zu. Im Jahr 2013 flossen circa 2 Mio. EUR in das Projekt „Kinder des Friedens“. 2014 wurde der Betrag auf 4 Mio. EUR aufgestockt.

## Auftrag und Grundsätze
Im Bereich der humanitären Hilfe hat die GD ECHO den Auftrag, Opfern von Konflikten sowie Natur- und vom Menschen verursachten Katastrophen außerhalb der EU Sofort- und Nothilfe bereitzustellen. Durch den EU Katastrophenschutz kann die EU auch auf Krisen innerhalb der EU reagieren. Der Auftrag erstreckt sich auch auf die Verhinderung von Katastrophen und Einsätze im Anschluss an Krisen.
Die Umsetzung der humanitären Hilfsleistungen der EU beruht auf Anwendung internationalen Rechts, insbesondere des humanitären Völkerrechts. und basiert auf den Grundsätzen von Menschlichkeit, Neutralität, Unparteilichkeit und Unabhängigkeit.
Menschlichkeit bedeutet, dass menschliches Leid allerorts gelindert werden muss; besondere Aufmerksamkeit gilt dabei den schutzbedürftigsten Bevölkerungsgruppen. Neutralität bedeutet, dass humanitäre Hilfe keine Seite eines bewaffneten Konflikts oder einer anderen Auseinandersetzung bevorzugen darf. Unparteilichkeit bedeutet, dass humanitäre Hilfe – ohne jede Diskriminierung – allein auf Basis der Bedürftigkeit geleistet werden muss. Unabhängigkeit bedeutet, dass humanitäre Ziele nicht an politische, wirtschaftliche, militärische oder andere Ziele gebunden sein dürfen.
2007 verabschiedete die Europäische Kommission auf Initiative von Kommissar Louis Michel den Europäischen Konsens über die humanitäre Hilfe, den ersten politischen Text Europas, der sich auf humanitäre Hilfe bezog. An der Erarbeitung des Europäischen Konsenses waren NROs aktiv beteiligt, und er kann als umfassendster Text, der einer gemeinsamen Position von NROs am nächsten kommt, gelten. Der Europäische Konsens bekräftigt die humanitären Grundsätze der Menschlichkeit, Neutralität und Unabhängigkeit. Er betont auch, dass humanitäre Hilfe „kein Instrument zur Krisenbewältigung“ sei. Im März 2021 wurde in der Mitteilung h der Europäischen Kommission die Bedeutung des Konsens nochmals hervorgehoben.
Zusätzlich wurde auch der Katastrophenschutz unter Federführung der GD ECHO gestellt, um die Katastrophenschutzkapazitäten und -fähigkeiten der EU-Mitgliedsstaaten zu bündeln und damit  eine stärkere und kohärentere, kollektive Reaktion auf Katastrophen zu ermöglichen.

## Gesetzliche Grundlage
Seit dem Inkrafttreten des Vertrags von Lissabon regelt Artikel 214 des Vertrags über die Arbeitsweise der Europäischen Union die Tätigkeit der EU im Bereich der humanitären Hilfe. Für die humanitäre Hilfe gilt die gemeinsame Zuständigkeit mit einer gegenseitigen Berücksichtigung individueller Ansätze. Dies bedeutet, dass die EU einen eigenständigen politischen Ansatz verfolgt, der weder die Mitgliedstaaten davon abhält, selbst tätig zu werden, noch die EU lediglich zu einem „Erfüllungsgehilfen“ der politischen Ansätze der Mitgliedstaaten macht.
Bis dahin basierte die humanitäre Hilfe – mangels eigener Bestimmungen – auf Artikel 179 des EG-Vertrags (Entwicklungspolitik). Sie fiel damals in die Zuständigkeit des Kommissars für Entwicklung (erst Louis Michel und dann Karel De Gucht in der Kommission Barroso I). Durch den Vertrag von Lissabon floss die humanitäre Hilfe erstmals als separate Politik in den Vertrag über die Europäische Union ein.
Wie in Artikel 214 festgelegt, haben die Einsätze der EU im Bereich humanitäre Hilfe das Ziel, Menschen in Drittländern, die Opfer von Natur- oder vom Menschen verursachten Katastrophen sind, Sofort- und Nothilfe zukommen zu lassen. Artikel 214 betont auch nochmals die Grundsätze der humanitären Hilfe, nämlich die Einhaltung des Völkerrechts und die Grundsätze der Menschlichkeit, Unparteilichkeit, Neutralität und Nichtdiskriminierung.
Im Jahr 2021 verabschiedete das Europäische Parlament (EP) eine neue Gesetzgebung zum EU-Katastrophenschutzmechanismus, die dem Zentrum für die Koordination von Notfallmaßnahmen eine größere Rolle zuschreibt, inklusive der Verwaltung der 2019 geschaffenen rescEU Notfallreserve medizinischen Materials und der rescEU Flotte an Löschflugzeugen.
Im August wurde über eine Entscheidung berichtet, dass Amphibienlöschflugzeuge ab Anfang 2027 geliefert werden sollen.

## EU-Freiwilligekorps für Humanitäre Hilfe
Der Vertrag von Lissabon hat auch ein Europäisches Freiwilligenkorps für humanitäre Hilfe ins Leben gerufen (Artikel 214 des Vertrags über die Arbeitsweise der EU), dem sich Europäer, die sich unmittelbar an humanitären Hilfsmaßnahmen beteiligen möchten, anschließen können. Die Initiative bildet Freiwillige gemeinsam in einem europäischen Schulungsprogramm aus, bevor sie bei zertifizierten humanitären Organisationen eingesetzt werden. 2012 wurde die finanzielle Unterstützung von fünf Pilotprojekten mit dem Schwerpunkt Stärkung der Widerstandskraft und der Kapazitäten im Katastrophenschutz mit ungefähr 150 Freiwilligen beschlossen.
Im Februar 2014 stimmte das Europäische Parlament für die Initiative. Freiwillige können unter anderem zu EU-finanzierten humanitären Einsätzen in der ganzen Welt entsendet werden, bei humanitären Organisationen innerhalb der EU arbeiten oder humanitäre Einsätze online von zu Hause aus unterstützen.
Teilnehmende NROs durchlaufen einen Zertifizierungsprozess, um sicherzustellen, dass sie die europäischen Standards für die Führung von Freiwilligen erfüllen.
Seit Januar 2021 fällt das EU-Freiwilligenprogramm für humanitäre Hilfe in die Zuständigkeit der Generaldirektion Bildung, Audiovisuelles und Kultur (GD EAC) der Europäischen Kommission und wird von der Exekutivagentur für Bildung, Audiovisuelles und Kultur der Europäischen Kommission verwaltet.

## Budget
Die Entwicklungshilfe erreichte 2010 einen historischen Höchststand. Gemeinsam mit den individuellen Beiträgen der einzelnen Mitgliedstaaten, ist die EU der größte Geldgeber der Welt. Von den 9,8 Mrd. EUR, die 2010 weltweit für humanitäre Hilfe zur Verfügung gestellt wurden, kamen rund 41 % aus der EU.
Im Jahr 2013 belief sich das Budget der GD ECHO für humanitäre Hilfe auf weniger als 1 % des gesamten EU-Haushalts. Darüber hinaus nutzte die Europäische Kommission ihre Reserve für Soforthilfe, um auf Krisen und unerwartete Katastrophen zu reagieren. Einschließlich der Mittel aus der Reserve belief sich das Budget 2013 auf insgesamt 1,35 Mrd. EUR. Im Bereich humanitäre Hilfe unterstützte ECHO über 124 Millionen Menschen in 90 Nicht-EU-Ländern, wobei in 39 dieser Länder eine Krisensituation festgestellt wurde. Im Bereich Katastrophenschutz wurde der Mechanismus 2013 36 Mal bei Krisen inner- und außerhalb der EU aktiviert.
Der größte Anteil der Mittel (40 %) entfällt auf den Bereich Lebensmittel und Ernährung. Weitere Hauptbereiche, die ECHO finanziert, sind Gesundheit und medizinische Versorgung (einschließlich psychologischer Unterstützung – 13 %), Wasser und Sanitäreinrichtungen (13 %), Unterbringung (19 %) und Schutz (7 %). ECHO hat 3 % des Budgets 2013 der Vorbereitung auf Naturkatastrophen zugewiesen, ein Rückgang im Vergleich zu 2012. Der Katastrophenschutz machte 2 % des Budgets aus.
2013 flossen 40 % des Budgets nach Afrika, 18 % nach Asien, Lateinamerika, in die Karibik und den pazifischen Raum und 32 % in den Nahen Osten und die Mittelmeerregion.
Im EU-Haushalt für den Zeitraum von 2014 bis 2020 sind für humanitäre Hilfe und Katastrophenschutz zu 6,6 Milliarden Euro eingeplant (ca. 1 Mrd. Euro pro Jahr). Damit werden jährlich mehr als 120 Millionen Menschen unterstützt.

## Strategie
ECHO hat den Auftrag, Leben in und im Anschluss an Notfallsituationen zu retten und zu schützen, ungeachtet dessen, ob es sich um Natur- oder vom Menschen verursachte Katastrophen handelt. Gemäß diesen Grundsätzen ist die Kommission verpflichtet, jedes Jahr eine schriftliche Strategie auszuarbeiten, um Aufgaben effizient und angemessen mit einem unparteiischen und bedarfsorientierten Ansatz koordinieren und planen zu können.
Im Jahr 2013 beabsichtigte ECHO, die humanitäre Hilfe auf fast 90 Länder zu konzentrieren. Als die fünf größten humanitären Einsätze wurden die Sahelzone in Westafrika, einschließlich weiterer Hilfsmaßnahmen für den Konflikt in Mali (82 Mio. EUR), der Sudan und Südsudan (80 Mio. EUR), die Demokratische Republik Kongo (54 Mio. EUR), Pakistan (42 Mio. EUR) und Somalia (40 Mio. EUR) identifiziert. Außerdem sind 40 % der humanitären Hilfe von ECHO für afrikanische Länder südlich der Sahara vorgesehen.
Die Reserve wurde genutzt, um auf schwere humanitäre Krisen in Syrien, Mali, der Sahelzone, dem Südsudan, der Demokratischen Republik Kongo und Myanmar sowie auf den Philippinen zu reagieren. Darüber hinaus finanzierte ECHO humanitäre Einsätze in vergessenen Krisen in Bangladesch, Kolumbien, dem Jemen, Algerien, Pakistan und Myanmar.

## Öffentliche Meinung
Eine im Jahr 2012 durchgeführte Eurobarometer-Umfrage zum Thema humanitäre Hilfe zeigt, dass sich die EU-Bürger mit Opfern von Konflikten und Naturkatastrophen außerhalb ihrer Grenzen sehr solidarisch fühlen. Neun von zehn EU-Bürgern finden, dass es wichtig ist, dass die Europäische Union humanitäre Hilfsaktionen außerhalb der EU finanziert, und acht von zehn finden, dass koordinierte EU-Maßnahmen im Katastrophenschutz effektiver sind als die Maßnahmen einzelner Länder.